# Asesinato de Shelby Tracy Tom
El asesinato de Shelby Tracy Tom, una mujer transgénero canadiense, ocurrió el 27 de mayo de 2003 en North Vancouver (Columbia Británica). El autor, Jatin Patel, un hombre de 29 años, la estranguló después de que conociese la identidad de género de Tom durante un encuentro sexual.

## Víctima
Shelby Tracy Tom (Canadá, c. 1963 - North Vancouver, Columbia Británica; 27 de mayo de 2003) vivía en la ciudad de Vancouver, donde trabajaba como escort en el Downtown Eastside de la ciudad. Sus amigos y allegados la describían como una belleza impresionante, generosa, genuina, respetuosa con todos los que conocía y que amaba su vida y a sus amigos.
Tom solía ayudar a los más desfavorecidos del Downtown Eastside y se había licenciado en Historia por la Universidad Simon Fraser el mismo año de su asesinato, con la esperanza de dejar su trabajo como trabajadora sexual y convertirse en trabajadora social para ayudar a otras personas de la comunidad transexual. La familia de Tom la apoyaba y la quería profundamente.

## Hechos
El 27 de mayo de 2003, Jatin Patel, un hombre que había sido deportado recientemente de Estados Unidos tras cumplir una condena de 60 meses de cárcel por robo, conoció a Tom en un club nocturno del Downtown Eastside de Vancouver, donde Patel declaró que le pagaría 400 dólares por mantener relaciones sexuales. Los dos se trasladaron entonces a la habitación 214 del hotel Travelodge, en la vecina North Vancouver (a unos diez kilómetros de distancia). Mientras le practicaba sexo oral, Patel se dio cuenta de que Tom tenía cicatrices en el cuerpo que reconoció como producto de la cirugía de reasignación de sexo y, enfurecido, estranguló a Tom hasta la muerte.
Patel procedió a esconder el cuerpo de Tom dentro de un armario mientras iba a buscar a otra mujer con la que mantener relaciones sexuales. Cuando llegaron de vuelta al hotel, Patel le dijo a la segunda mujer que estaba considerando deshacerse del cuerpo de Tom tirándolo al mar, quemándolo o troceándolo. El cuerpo de Tom permaneció en el armario durante 3 días hasta que Patel envolvió su cuerpo en una funda de colchón y lo dejó en un carrito de la compra detrás de una tintorería cercana. El cuerpo de Tom fue encontrado el 31 de mayo de 2003, cuatro días después de su asesinato.

## Juicio y controversia
El 26 de julio de 2005, el juez Patrick Dohm del Tribunal Supremo de Columbia Británica rechazó la solicitud de que el asesinato de Tom fuera un delito de odio bajo la premisa de que Patel no había atacado intencionadamente a Tom por su identidad de género, porque Patel no sabía que Tom se identificaba como mujer transexual cuando se conocieron. Esto provocó la ira y la indignación de muchos que creen que este crimen se cometió con un prejuicio que resultó enteramente debido a la identidad de género de Tom y su condición de trabajadora sexual.
La defensa de Patel argumentó que su encuentro con Tom le hizo sentir rabia, traición y violación personal, lo que en última instancia le causó un trastorno por estrés postraumático. La defensa también afirmó que Patel había sido agredido sexualmente durante sus condenas en los últimos 14 años en diferentes cárceles de Estados Unidos, lo que explicaba su reacción de rabia hacia Tom.
La defensa de Patel emitió un acuerdo de culpabilidad para que su cargo se redujera de asesinato en segundo grado a homicidio involuntario. Esta petición fue aprobada y Patel fue condenado a un total de 9 años de prisión. Sin embargo, en 2009, después de un total de 4 años de cárcel, Patel fue puesto en libertad y reubicado en un centro de reinserción social, después de que se le concediera el doble de crédito por el tiempo que había pasado en la cárcel tras el asesinato de Tom. Posteriormente, Patel fue puesto de nuevo bajo custodia policial tras no regresar al centro de reinserción antes del toque de queda. La policía sospecha que Patel estaba en el Downtown Eastside cerca de otras trabajadoras del sexo.

## Homenajes
El asesinato de Tom supuso un gran disgusto para la comunidad transexual y sus alianzas. En junio de 2013 se celebró en Vancouver una vigilia con velas en su recuerdo.